# Francesco Finiguerra
Francesco Finiguerra (Lavello, 13 febbraio 1853 – 1918) è stato un generale italiano.

## Biografia
Nato a Lavello nel 1853, Francesco Finiguerra crebbe in un ambiente popolare dell'odierna Basilicata, funestata negli anni della sua giovinezza dal duro contrasto tra l'occupazione da poco attuata dei piemontesi del meridione italiano e la popolazione locale borbonica, fatto che sfociò nel noto fenomeno del brigantaggio fu però dopo la morte di tre suoi parenti (Benedetto, Antonio e Mauro) ad opera degli stessi briganti che il Finiguerra decise di intraprendere la carriera militare. Frequentò così l'Accademia Militare di Modena da dove uscì nel 1875 col grado di sottotenente, inquadrato nel 322º reggimento di fanteria entrando solo in seguito nel corpo dei carabinieri reali. Nel 1883 ottenne il grado di tenente e venne assegnato di stanza a Nicastro. Venne così impiegato alla lotta al brigantaggio ed alla delinquenza in Calabria.
Fu incaricato della sicurezza pubblica della città di Bari durante la visita dell'imperatore Guglielmo II di Germania, che lo ricompensò con la commenda dell'Ordine della Corona di Prussia.
Prese parte alla prima guerra mondiale dove poco dopo divenne capo della Commissione Sanitaria Militare per poi morire nel 1918 a guerra terminata.